# Valdemoro (Gerichtsbezirk)
Der Gerichtsbezirk Valdemoro ist einer der 21 Gerichtsbezirke in der autonomen Gemeinschaft Madrid.
Der Bezirk umfasst 8 Gemeinden auf einer Fläche von 449,03 km² mit dem Hauptquartier in Valdemoro.

## Gemeinden
| Gemeinde                 | Einwohner (2024) | Fläche km² | Dichte Einw./km² | Cod INE | Postleitzahl |
| ------------------------ | ---------------- | ---------- | ---------------- | ------- | ------------ |
| Chinchón                 | 5.818            | 115,91     | 50               | 28052   | 28370        |
| Ciempozuelos             | 26.140           | 49,64      | 527              | 28040   | 28350        |
| San Martín de la Vega    | 20.733           | 105,93     | 196              | 28132   | 28330        |
| Titulcia                 | 1.387            | 9,95       | 139              | 28147   | 28359        |
| Torrejón de la Calzada   | 10.378           | 8,98       | 1.156            | 28149   | 28991        |
| Torrejón de Velasco      | 4.893            | 52,32      | 94               | 28150   | 28990        |
| Valdelaguna              | 1.094            | 42,13      | 26               | 28157   | 28391        |
| Valdemoro                | 83.507           | 64,17      | 1.301            | 28161   | 28340–28343  |
| Gerichtsbezirk Valdemoro | 153.950          | 449,03     | 343              | –       | –            |